# Centre international Nadia et Lili Boulanger
 (septembre 2020).
Si vous disposez d'ouvrages ou d'articles de référence ou si vous connaissez des sites web de qualité traitant du thème abordé ici, merci de compléter l'article en donnant les références utiles à sa vérifiabilité et en les liant à la section « Notes et références ».
Le Centre international Nadia et Lili Boulanger, connu sous son sigle CNLB, est une association fondée en 1965 sous le nom « Les Amis de Lili Boulanger », reconnue d'utilité publique par décret publié au Journal officiel du 18 août 1971. Elle a été renommée en 1994 « Association des Amis de Nadia et Lili Boulanger », puis en 2009 « Centre international Nadia et Lili Boulanger ». Elle a pour but de préserver, de mettre en valeur et de diffuser l'œuvre et les archives de Nadia Boulanger et de Lili Boulanger, et de prolonger dans le contexte contemporain leur recherche de l'excellence dans les domaines de la création, de la transmission et de l'interprétation. Le CNLB poursuit le triple objectif de promouvoir de jeunes artistes d'un très haut niveau, de faire vivre le répertoire de la mélodie et du lied et de favoriser la création de nouvelles œuvres.

## Histoire

### 1939: Lili Boulanger Memorial Fund
En mars 1939, Nadia Boulanger, assistée d’amis américains, a créé à Boston (Massachusetts, USA)  The Lili Boulanger Memorial Fund avec deux objectifs : pérenniser le souvenir et la musique de Lili Boulanger, morte en 1918 à l'âge de 24 ans, et soutenir financièrement des musiciens talentueux. L’inauguration a donné lieu à un concert du Boston Symphony Orchestra dirigé par Nadia Boulanger. Le comité artistique du Lili Boulanger Memorial Fund réunissait alors, outre Nadia Boulanger, Aaron Copland, Yehudi Menuhin, Nicolas Nabokov, Igor Stravinsky et Walter Piston.

### 1965: l'Association des Amis de Lili Boulanger
L'Association des Amis de Lili Boulanger a été créée en 1965 à Paris avec les mêmes objectifs que précédemment : pérenniser le souvenir et la musique de Lili Boulanger. Une bourse annuelle a été attribuée à des compositeurs ou interprètes de toutes nationalités, sélectionnés par un jury d'experts.

### 1979: l'héritage de Nadia Boulanger
Après la mort de Nadia Boulanger, le 22 octobre 1979, un comité rassemblé par sa légataire universelle, Annette Dieudonné, a établi les bases d’une fondation. Une levée de fonds a été nécessaire pour constituer la dotation initiale.
Le 26 mai 1982, la Fondation internationale Nadia et Lili Boulanger a été créée et placée sous l'égide de la Fondation de France. Les membres fondateurs étaient Cécile Armagnac, Doda Conrad, Annette Dieudonné et François Dujarric de la Rivière.
Héritière morale et patrimoniale des deux sœurs et œuvre d’intérêt général à but non lucratif, la Fondation internationale Nadia et Lili Boulanger a veillé à la pérennité de leur mémoire et de leur musique et a poursuivi le programme d’attribution de bourses d’études à des musiciens talentueux, sous l’autorité d’un comité artistique présidé par Dominique Merlet et constitué de Narcis Bonet, Bruno Gillet, Noël Lee et François Lesure.
À l’occasion du centenaire de Lili Boulanger en 1993, l’Association des Amis de Lili Boulanger, qui n’avait pas été dissoute, a été réactivée, ses statuts ont été révisés, le prénom de Nadia Boulanger a été joint à son titre et le siège social a été transféré dans le 9e arrondissement de Paris au 3 place Lili Boulanger – anciennement 36, rue Ballu où les deux musiciennes ont passé leur vie.

### 2009: le Centre international Nadia et Lili Boulanger - CNLB
En 2009, les membres de son conseil d'administration ont décidé de dissoudre la Fondation internationale Nadia et Lili Boulanger. Sa dotation a été versée au compte de l’association reconnue d’utilité publique dont les statuts ont été révisés et le titre modifié pour donner naissance à l’actuel Centre international Nadia et Lili Boulanger.

## Moyens d’action

### Bourses d'études
Le CNLB est, en France, l'une des rares sources de financement privé pour des bourses d'études musicales. Celles-ci sont offertes à des musiciens de très haut niveau, âgés de 20 à 32 ans, qui ont déjà fait valoir de remarquables réalisations. Originaires de pays très divers, ils se distinguent dans des disciplines telles que l'interprétation, la composition et la musicologie.
Le CNLB ne soutient que des études menées France.
Un jury international, renouvelé chaque année et constitué de cinq personnalités éminentes du monde de la musique, est appelé à donner son avis.
À la fin de l’année académique, le bénéficiaire de la bourse informe le CNLB du travail accompli grâce à celle-ci ; le cas échéant, il accompagne son rapport de comptes rendus, critiques ou autres documents le concernant.
Un boursier peut éventuellement demander la reconduction de sa bourse pour une seconde année.

#### Bourses d'études Nguyen Thien Dao
Le compositeur vietnamien Nguyen Thien Dao (1940-2015), profondément reconnaissant du soutien sans faille qu'il avait reçu pendant ses années d'études et pendant sa carrière en France, a souhaité, avec son épouse Hélène, mettre en place un programme d'aide financière destiné à de jeunes musiciens, ressortissants ou non d'un pays asiatique, afin qu'ils poursuivent eux aussi leurs études en France. C'est ainsi que, depuis 2018, le CNLB distribue les bourses d'études Nguyen Thien Dao du CNLB.

### Concours international de chant-piano Nadia et Lili Boulanger
Le CNLB organise le Concours international de chant-piano Nadia et Lili Boulanger à Paris tous les deux ans.
Fondé en 2001, biennal, le concours du CNLB s’adresse aux chanteurs et aux pianistes en début de carrière, particulièrement sensibles à l’art du récital. Son objectif est triple : promouvoir de jeunes artistes d'un très haut niveau, faire vivre le répertoire de la mélodie et du lied et favoriser la création de nouvelles œuvres.
Les candidats qui se présentent en duo chant-piano, âgés de moins de 32 ans, viennent du monde entier. Toutes les épreuves du concours sont publiques et se déroulent dans la très belle salle de concerts de l’Ancien Conservatoire, actuellement Conservatoire national supérieur d'art dramatique.
Le répertoire demandé aux candidats exige un équilibre entre le lied et la mélodie française dont obligatoirement une œuvre au moins de Nadia Boulanger ou de Lili Boulanger.
Chaque édition du concours donne lieu à la création d'une mélodie spécialement commandée par le CNLB, éditée et mise à disposition des candidats dans les différentes tessitures nécessaires.xs de lied. Tremplin vers la vie professionnelle, le concours du CNLB fournit des engagements aux lauréats et, l'année suivant leur prix, organise un récital dans une salle parisienne de renom.

### Un réseau international
Détenteur du droit moral et patrimonial de Nadia Boulanger et Lili Boulanger, le CNLB est au carrefour des activités les concernant, en particulier à l'occasion des demandes d'autorisations et d'informations provenant de nombreux pays. L'immense réseau international qu’avait constitué Nadia Boulanger est encore très actif de nos jours, notamment par le biais de ses anciens élèves devenus illustres.

### La gouvernance du CNLB
Le CNLB est une association loi de 1901 reconnue d'utilité publique dont la gouvernance est confiée à un comité d'honneur, un conseil d'administration, un comité artistique et un comité de développement.